# Parcul Național Tongariro
Parcul Național Tongariro este cel mai vechi parc din Noua Zeelandă și pe locul patru după vechime în lume. A fost deschis pe 23 septembrie 1887. El se întinde în zona centrală din nordul insulei, pe teritoriul parcului se află 23 de locuri culturale, trei vulcani activi: Tongariro (1968 m), Ngauruhoe (2291 m) și Ruapehu (2797 m) ca și o rezervație care aparține de patrimoniul mondial UNESCO. Pe territoriul parcului trăiesc maorii o populație indigenă care zeifică vulcanii. 

## Galerie

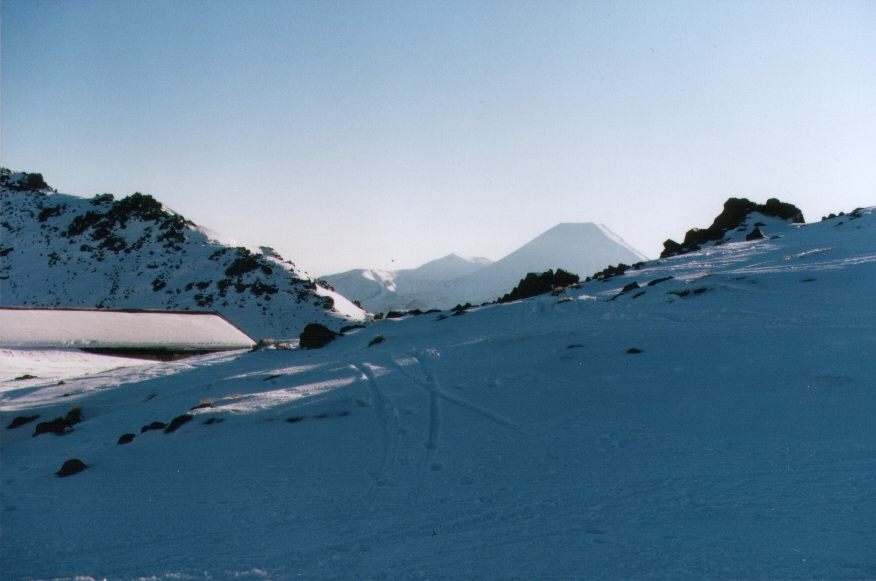
Mount Ngauruhoe
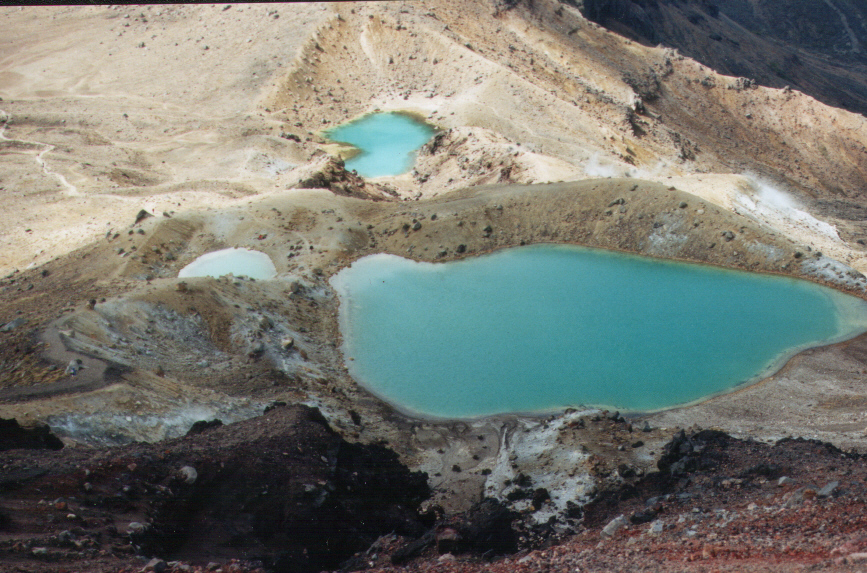
Lake Emerald
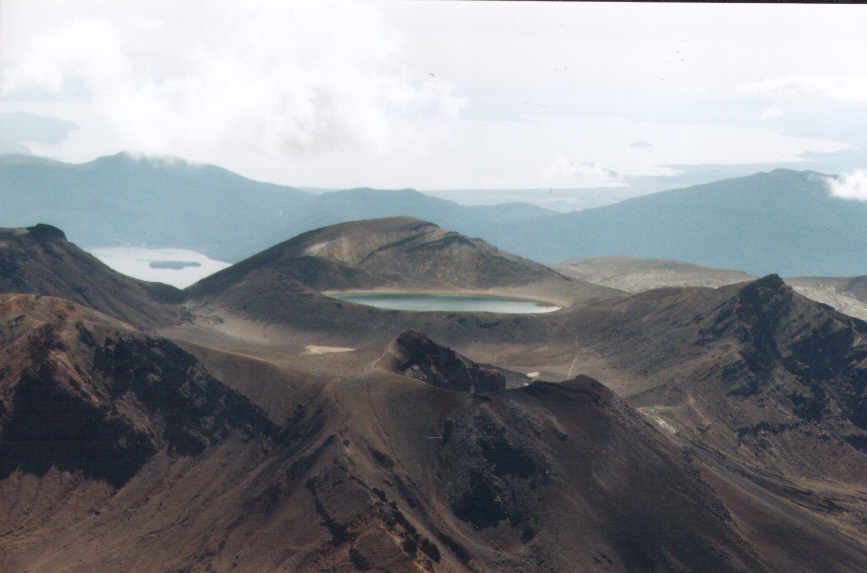
Mount Tongariro
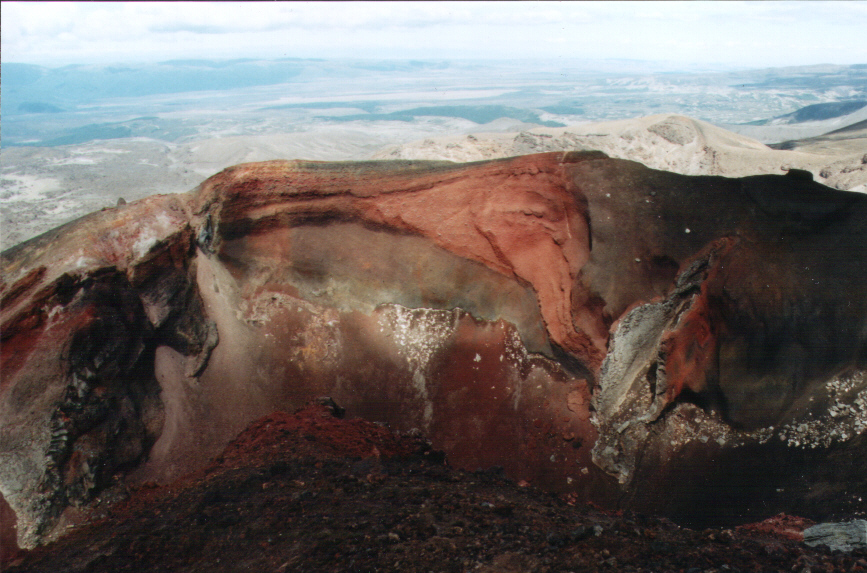
Red Crater